# Kurfürstenstraße (métro de Berlin)
Kurfürstenstraße est une station des lignes 1 et 3 du métro de Berlin.

## Situation
La station est située entre Nollendorfplatz à l'ouest, en direction de Uhlandstraße (ligne 1) ou Krumme Lanke (ligne 3) et Gleisdreieckà l'est, en direction de Warschauer Straße.
Elle est établie sous la Kurfürstenstraße, à hauteur de la Potsdamer Straße, et à la limite entre les quartiers Tiergarten dans l'arrondissement de Mitte et Schöneberg dans l'arrondissement de Tempelhof-Schöneberg. La station Bülowstraße sur la ligne 2 se situe à 150 m au sud.

## Histoire
Elle est mise en service le 24 octobre 1926 et rénovée dans les années 1980 avec des dalles couleur pastel.
Depuis le 7 mai 2018, la ligne 3 dessert également la station en effectuant le même parcours que la ligne 1 entre Wittenbergplatz et Warschauer Straße.

## Service des voyageurs

### Accueil
La station possède trois bouches, dont une est équipée d'un ascenseur, ce qui la rend accessible aux personnes à mobilité réduite.

### Intermodalité
La station est en correspondance avec les lignes d'autobus M48 et M85 de la BVG.